# Hirondelle à ventre blanc
Progne dominicensis
Espèce
Statut de conservation UICN

 LC  : Préoccupation mineure
L'Hirondelle à ventre blanc (Progne dominicensis) est une espèce de passereau de la famille des Hirundinidae. 

## Répartition
Son aire de répartition s'étend sur trois zones disjointes :
- Mexique, Belize et Guatemala au nord ;
- Colombie au sud ;
- Grandes Antilles et Petites Antilles.

Elle est rare en Floride, aux Bermudes, aux Bahamas, au Pérou, au Guyana, au Suriname et en Guyane.

## Taxonomie
C'est une espèce monotypique (non subdivisée en sous-espèces) depuis que Progne (dominicensis) cryptoleuca et Progne (dominicensis) sinaloae sont considérées comme espèces à part entière.